# Rosa-Luxemburg
Rosa-Luxemburg es un grupo de rock barcelonés nacido de la nueva escena indie catalana. Sus miembros son Pol Fuentes (guitarra y voz), Iban Rodríguez (batería), Tomás Genis (bajo) y Bernat Lloret (teclado). En el año 2011 Roger Torrent se incorpora al grupo como nuevo teclista.
Han hecho numerosas actuaciones en todo el España: el Camp Nou, por el Torneo Joan Gamper; en l'Auditori; en Vitoria, en un concierto con Delorean; en Gerona, con Els Pets; en el Palacio de la Música Catalana, con la Companyia Elèctrica Dharma, etc.

## Cronología
- 2004: Fundación del grupo y grabación de su primera maqueta "Vida Nova".
- 2005: Primeras actuaciones y primera emisión del videoclip "Vida Nova" en televisión.
- 2006: Grabación del primer LP homónimo. Reconocimientos en los concursos, SONA9 (2º) y PRIMAVERA PER LA LLENGUA (ganadores).
- 2007: Grabación del segundo disco "Autobiografía Oficial", producido por Eric Fuentes en los estudios Ultramarinos Costa Brava.
- 2008: "Autobiografía Oficial" y Santi García reciben el premio Joan Trayter a la mejor producción musical.
- 2009: Publicación del tercer disco "Com cremar una ciutat" producido por Jesus Rovira en los estudios La Casamurada e inicio de la etapa con el sello RGB Support.
- 2010: Gracias a la recepción de "Com cremar una ciutat", Rosa-Luxemburg participa en importantes eventos musicales como el festival PopArb o el concierto del 11 de Septiembre con Els Pets.
- 2011: Rosa-Luxemburg abandona el sello RGB Suports para volver a su sello de autogestión, Zeppo Records, con el que publicará tres singles. Roger Torrent sustituye a Bernat Lloret como teclista.
- 2011: Rosa-Luxemburg publica y presenta "Classe Mitjana" haciendo un giro renovador en la trayectoria del grupo. Se trata de una novela musical que a partir de una historia reflexiona sobre la crisis de valores con el contexto de la crisis económica.
- 2012: Grabación en directo de un concierto teatralizado de Classe Mitjana en el Palau de la Música Catalana, donde intervienen también Mine!, El Petit de Cal Eril, Ferran Palau, Pep Rius y Elisenda Solsona.
- 2015: Publicación del disco "Teoria de Conjunts"
- 2015: Pol Fuentes anuncia la desactivación del grupo
- 2022: El grupo se reúne para estrenar la Ópera Rock "Classe Mitjana"

## Discografía
LP:
- Rosa-Luxemburg (2006)
- Autobiografía Oficial (2007)
- Com cremar una ciutat (2009)
- Classe Mitjana (2011)
- Teoria de conjunts (2015)

EP:
- Espaguetis amb Tonyina (2010)
- Demà serà un altre dia (2011)
- Malsons recurrents (2011)